# Esteghlal Tehran FC
L'Esteghlal Tehran Football Club (en persa باشگاه فرهنگی ورزشی استقلال ایران) és un club de futbol iranià de la ciutat de Teheran.
El seu rival més gran és el Persepolis amb qui disputa el derbi de Teheran.Esteghlal és conegut com l'equip popular de l'Iran perquè té més aficionats.

## Història
El club va ser fundat el 26 de setembre de 1945 pels oficials de l'exèrcit Mirzani, Jananpour i Navab. Com els tres fundadors estaven interessants principalment en el ciclisme el club fou anomenat Docharkheh Savaran (en persa دوچرخه سواران), que significa els ciclistes. El primer partit de futbol oficial el disputà el 1946 i el primer títol el guanyà el 1947, la Copa Hazfi de Teheran.
El 1949, el club canvià oficialment de nom envers Taj (en persa تاج), que significa corona. El club es convertí en un dels principals clubs del país, guanyant nombrosos campionats de lliga, la Copa Hazfi i la Copa d'Àsia de Clubs.
Després de la revolució iraniana el 1979 el club fou confiscat pel nou govern islàmic, sota el control de l'Organització d'Educació Física (en persa سازمان تربیت بدنی جمهوری اسلامی ايران), qui canvià el nom vers Esteghlal (en persa استقلال), que significa independència. El 1990-91 el club guanyà la seva segona Lliga de Campions asiàtica.

## Palmarès
- Lliga de Campions de l'AFC: 
  - 1970-71, 1990-91
- Lliga iraniana de futbol: [1]
  - 1970–71, 1974–75, 1989–90, 1997–98, 2000–01, 2005–06, 2008–09, 2012–13
- Copa Hazfi: [2]
  - 1976–77, 1995–96, 1999–2000, 2001–02, 2007–08, 2011–12, 2017–18
- Lliga de Teheran de futbol: [3]
  - 1949–50, 1952–53, 1956–57, 1957–58, 1959–60, 1960–61, 1962–63, 1968–69, 1970–1971, 1972–73, 1983–84, 1985–86, 1991–92

## Presidents
| President               | Anys         |
| ----------------------- | ------------ |
| Parviz Sheikhan         | 1945-?       |
| Parviz Khosravani       | ?-1978       |
| ??                      | ?-?          |
| Kazem Oliaei            | 1988-1996    |
| Ali Fathollahzadeh      | 1996-2003    |
| Hossein Gharib          | 2003-2005    |
| Kazem Oliaei            | 2005-2005    |
| Hossein Gharib          | 2005-2006    |
| Meghdad Najafnejad      | 2006-2007    |
| Ali Fathollahzadeh      | 2007-2008    |
| Amirreza Vaezi Ashtiani | 2008-present |

## Entrenadors destacats
| Entrenador          | Període                       |
| ------------------- | ----------------------------- |
| Zdravko Rajkov      | 1969-1976                     |
| Mansour Pourheidari | 1979-1983 1995-1996 2000-2002 |
| Nasser Hejazi       | 1996-1999                     |
| Amir Ghalenoei      | 2003-2006 2008-               |

## Capitans
| Nom                | Nac. | Temporades al club  | Capitania | Número samarreta |
| ------------------ | ---- | ------------------- | --------- | ---------------- |
| Amir Ghalenoei     |      | 1988-1997           | 1993-1997 | 8                |
| Javad Zarincheh    |      | 1986-2002           | 1997-2002 | 2                |
| Mahmoud Fekri      |      | 1993-2007           | 2002-2007 | 6                |
| Alireza Mansourian |      | 1995-1997 2003-2008 | 2007-2008 | 10               |
| Farhad Majidi      |      | 1997-1999 2007-     | 2008-     | 7                |

## Jugadors
- Léonard Kweuke